# Seattle Film Critics Society Awards 2016
1. ročník předávání cen Seattle Film Critics Society Awards se konal v roce 2016.

## Vítězové a nominovaní

### Nejlepší film
Moonlight
- 13th
- Příchozí
- Elle
- Komorná
- Za každou cenu
- Jackie
- Místo u moře
- La La Land
- Čarodějnice

### Nejlepší režisér
Barry Jenkins – Moonlight
- Damien Chazelle – La La Land
- Robert Eggers – Čarodějnice
- Paul Verhoeven – Elle
- Denis Villeneuve – Příchozí

### Nejlepší scénář
Barry Jenkins – Moonlight
- Eric Heisserer – Příchozí
- Damien Chazelle – La La Land
- Kenneth Lonergan – Místo u moře
- Taylor Sheridan – Za každou cenu

### Nejlepší herec v hlavní roli
Casey Affleck – Místo u moře
- Ryan Gosling – La La Land
- Logan Lerman – Indignation
- Viggo Mortensen – Tohle je náš svět
- Denzel Washington – Ploty

### Nejlepší herečka v hlavní roli
Isabelle Huppertová – Elle
- Amy Adamsová – Příchozí
- Emma Stoneová – La La Land
- Natalie Portmanová – Jackie
- Kate Beckinsale – Láska a přátelství

### Nejlepší herec ve vedlejší roli
Mahershala Ali – Moonlight
- Jeff Bridges – Za každou cenu
- Kyle Chandler – Místo u moře
- Lucas Hedges – Místo u moře
- John Goodman – Ulice Cloverfield 10

### Nejlepší herečka ve vedlejší roli
Viola Davis – Ploty
- Lily Gladstone – Jisté ženy
- Naomie Harrisová – Moonlight
- Kate McKinnonová – Krotitelé duchů
- Michelle Williamsová – Místo u moře

### Nejlepší obsazení
Moonlight
- Za každou cenu
- Ploty
- Místo u moře
- Tohle je náš svět

### Nejlepší dokument
O.J.: Made in America – Ezra Edelman a Caroline Waterlow
- 13TH – Ava DuVernay, Spencer Averick a Howard Barish
- Za kamerou – Kirsten Johnson a Marilyn Ness
- Polechtat pravdu – David Farrier a Dylan Reeve
- Weiner – Christopher Clements, Elizabeth Delaune Warren, Julie Goldman, Carolyn Hepburn a Sean McGing

### Nejlepší cizojazyčný film
Elle (Francie)
- Komorná (Jižní Korea)
- Nevinné (Francie/Polsko/Belgie)
- Zahaleni stínem (Velká Británie)
- Kvílení (Jižní Korea)

### Nejlepší animovaný film
Zootropolis: Město zvířat – Byron Howard, Rich Moore a Jared Bush
- Hledá se Dory – Andrew Stanton a Angus MacLane
- Kubo a kouzelný meč – Travis Knight
- Odvážná Vaiana: Legenda o konci světa – Ron Clements a John Musker
- Věž – Keith Maitland

### Nejlepší kamera
Bradford Young – Příchozí
- Stéphane Fontaine – Jackie
- James Laxton – Moonlight
- Jarin Blaschke – Čarodějnice
- Linus Sandgren – La La Land

### Nejlepší kostým
Cho Sang-kyung – Komorná
- Madeline Fontaine – Jackie
- Mary Zophres – La La Land
- Eimer Ní Mhaoldomhnaigh – Láska a přátelství
- Linda Muir – Čarodějnice

### Nejlepší střih
Moonlight – Nat Sanders a Joi McMillon
- Příchozí – Joe Walker
- Za kamerou – Nels Bangerter
- Za každou cenu – Jake Roberts
- La La Land – Tom Cross

### Nejlepší skladatel
Jóhann Jóhannsson – Příchozí
- Nicholas Britell – Moonlight
- Justin Hurwitz – La La Land
- Michachu – Jackie
- Andy Hull a Robert McDowell – Švýcarák

### Nejlepší výprava
Ryu Seong-hee – Komorná
- Příchozí – Patrice Vermette a Paul Hotte
- Jackie– Jean Rabasse a Véronique Melery
- La La Land – David Wasco a Sandy Reynolds-Wasco
- Rogue One: Star Wars Story – Doug Chiang a Neil Lamont, Lee Sandales

### Nejlepší vizuální efekty
Příchozí – Louis Morin
Doctor Strange – Stephane Ceretti, Paul Corbould, Richard Bluff a Vince Cerelli
- Captain America: Občanská válka – Dan DeLeeuw, Dan Sudick, Russell Earl a Greg Steele
- Kniha džunglí – Robert Legato, Andrew R. Jones, Adam Valdez a Dan Lemmon
- Rogue One: Star Wars Story – John Knoll, Mohen Leo, Hal Hickel a Neil Corbould

### Nejlepší mladý herec/mladá herečka
Anya Taylor-Joy – Čarodějnice
- Alex Hibbert – Moonlight
- Royalty Hightower – Křeč
- Sunny Pawar – Lion
- Harvey Scrimshaw – Čarodějnice

### Nejlepší zloduch
Howard Stambler – Ulice Cloverfield 10 – hraje John Goodman
- Darcy Banker – Green Room – hraje Patrick Stewart
- Black Phillip – Čarodějnice – hraje Charlie, hlas propůjčil Wahab Chaudary
- Orson Krennic – Rogue One: Star Wars Story – hraje Ben Mendelsohn
- Norman Nordstrom – Smrt ve tmě – hraje Stephen Lang